# ATP Challenger Pereira
Das ATP Challenger Pereira (bis 2015: Seguros Bolívar Open Pereira; ab 2022: Circuito Dove Men+Care Pereira) war ein von 2009 bis 2015 jährlich stattfindendes Tennisturnier in Pereira, Kolumbien. Es war Teil der ATP Challenger Tour und wurde im Freien auf Sand ausgetragen. Santiago Giraldo und Paolo Lorenzi gewannen je zwei Titel im Einzel; im Doppel gewann das kolumbianische Duo Nicolás Barrientos und Eduardo Struvay ebenfalls zwei Titel.
2022 fand erneut ein Turnier in Pereira statt, das ebenfalls im Freien auf Sand ausgetragen wurde.

## Liste der Sieger

### Einzel
| Jahr                         | Sieger               | Finalgegner            | Ergebnis        |
| ---------------------------- | -------------------- | ---------------------- | --------------- |
| 2022                         | Facundo Bagnis       | Facundo Mena           | 6:3, 6:0        |
| 2016–2021: nicht ausgetragen |                      |                        |                 |
| 2015                         | Paolo Lorenzi (2)    | Alejandro González     | 4:6, 6:3, 6:4   |
| 2014                         | Víctor Estrella      | João Souza             | 7:65, 3:6, 7:66 |
| 2013                         | Santiago Giraldo (2) | Paul Capdeville        | 6:2, 6:4        |
| 2012                         | Carlos Salamanca     | Rubén Ramírez Hidalgo  | 5:7, 6:2, 6:1   |
| 2011                         | Paolo Lorenzi (1)    | Rogério Dutra da Silva | 7:5, 6:2        |
| 2010                         | Santiago Giraldo (1) | Paolo Lorenzi          | 6:3, 6:3        |
| 2009                         | Alejandro Falla      | Horacio Zeballos       | 6:4, 4:6, 6:2   |

### Doppel
| Jahr                         | Sieger                                     | Finalgegner                            | Ergebnis           |
| ---------------------------- | ------------------------------------------ | -------------------------------------- | ------------------ |
| 2022                         | Luis David Martínez Cristian Rodríguez     | Grigori Lomakin Oleh Prychodko         | 7:62, 7:63         |
| 2016–2021: nicht ausgetragen |                                            |                                        |                    |
| 2015                         | Andrés Molteni Fernando Romboli            | Marcelo Arévalo Juan Sebastián Gómez   | 6:4, 7:612         |
| 2014                         | Nicolás Barrientos (2) Eduardo Struvay (2) | Guido Pella Horacio Zeballos           | 3:6, 6:3, [11:9]   |
| 2013                         | Nicolás Barrientos (1) Eduardo Struvay (1) | Facundo Bagnis Federico Delbonis       | 3:6, 6:3, [10:6]   |
| 2012                         | Martín Alund Guido Pella                   | Sebastián Decoud Rubén Ramírez Hidalgo | 6:3, 2:6, [10:5]   |
| 2011                         | Marcel Felder Carlos Salamanca             | Alejandro Falla Eduardo Struvay        | 7:65, 6:4          |
| 2010                         | Dominik Meffert Philipp Oswald             | Gero Kretschmer Alexander Satschko     | 6:74, 7:66, [10:5] |
| 2009                         | Víctor Estrella João Souza                 | Juan Sebastián Cabal Alejandro Falla   | 6:4, 6:4           |